# Crepis flexuosa
Crepis flexuosa là một loài thực vật có hoa trong họ Cúc. Loài này được (Ledeb.) Benth. ex C.B.Clarke mô tả khoa học đầu tiên năm 1876.